# Загорье (Лужский район)
Загорье — деревня в Ям-Тёсовском сельском поселении Лужского района Ленинградской области.

## История
ЗАГОРЬЕ — деревня при реке Рыденке и озере Фралевском. Филиповского сельского общества, прихода села Климентовского.
 
Крестьянских дворов — 38. Строений — 167, в том числе жилых — 31. Мелочная лавка. 

Число жителей по семейным спискам 1879 г.: 58 м. п., 94 ж. п.; по приходским сведениям 1879 г.: 69 м. п., 85 ж. п.

Сборник Центрального статистического комитета описывал её так:

ЗАГОРЬЕ — деревня бывшая удельная при реке Рыдинке, дворов — 31, жителей — 194; лавка. (1885 год)

В конце XIX — начале XX века деревня административно относилась к Тёсовской волости 3-го стана 3-го земского участка Новгородского уезда Новгородской губернии.

ЗАГОРЬЕ — деревня Филипповского сельского общества, дворов — 38, жилых домов — 38, число жителей: 97 м. п., 97 ж. п. 

Занятия жителей — земледелие, выпас телят. Мелочная лавка. (1907 год)

Согласно карте из «Исторического атласа Санкт-Петербургской Губернии» 1915 года деревня Загорье насчитывала 34 крестьянских двора.
С 1917 по 1927 год деревня Загорье входила в состав Тёсовской волости Новгородского уезда Новгородской губернии.
С 1927 года, в составе Печковского сельсовета Оредежского района.
В 1928 году население деревни Загорье составляло 142 человека.
Деревня была освобождена от немецко-фашистских оккупантов 5 февраля 1944 года.
С 1954 года, в составе Заручьёвского сельсовета.
С 1959 года, в составе Лужского района.
В 1965 году население деревни Загорье составляло 99 человек.
По данным 1966 года деревня Загорье также входила в состав Заручьёвского сельсовета Лужского района.
По данным 1973 и 1990 годов деревня Загорье входила в состав Приозёрного сельсовета.
По данным 1997 года в деревне Загорье Приозёрной волости проживали 28 человек, в 2002 году — 30 человек (русские — 97 %).
В 2007 году в деревне Загорье Ям-Тёсовского СП проживали 20 человек, в 2010 году — 30, в 2013 году — 23.

## География
Деревня расположена в восточной части района на автодороге 41А-004 (Павлово — Мга — Луга).
Расстояние до административного центра поселения — 8 км.
Расстояние до ближайшей железнодорожной станции Чолово — 16 км. 
Деревня находится на правом берегу реки Рыденка.

## Демография
| 1879 | 1885 | 1909 | 1928 | 1965 | 1997 | 2007 |
| ---- | ---- | ---- | ---- | ---- | ---- | ---- |
| 152  | ↗194 | →194 | ↘142 | ↘99  | ↘28  | ↘20  |
| 2010 | 2013 | 2017 |      |      |      |      |
| ↗30  | ↘23  | ↘21  |      |      |      |      |

## Улицы
Центральная.